# Музеї Одеси
Музеї Одеси — уславлена сторінка життя великого культурного центру на півдні сучасної України. Вже в перші десятиліття розбудови міста тут зафундували перший театр (архітектор Тома де Томон) і перший музей, який з'явився у 1825 році. Багата історія міста Одеси спричинила появу цілої низки музейних закладів з зображенням різноманітних галузей мистецького і культурного життя.

## Перелік музеїв Одеси
| Назва (зображення)                                                               | Дата заснування  | Короткий опис | Адреса                         | Вебсторінка                                                                                                   |
| -------------------------------------------------------------------------------- | ---------------- | --- | ------------------------------ | --- |
| Одеський археологічний музей НАН України                                         | 1825             | Основний фонд музею налічує понад 170 тисяч експонатів. Це найбільш значна збірка археологічних джерел по стародавній історії півдня України. Речі із зібрання охоплюють хронологічний період від кам'яного віку до середньовіччя. Також зберігає колекції старожитностей Давнього Єгипту, Греції, Кіпру, Італії. | Ланжеронівська, 4              | archaeology.odessa.ua [Архівовано 30 жовтня 2020 у Wayback Machine.]                                          |
| Одеський художній музей                                                          | 1899             | В експозиції представлені художники Дмитро Левицький, Орест Кіпренський, Василь Тропінін, Микола Ге, Борис Кустодієв, Іван Айвазовський, Василь Полєнов, Олексій Саврасов, Іван Шишкін, Володимир Боровиковський, Тарас Шевченко, Михайло Врубель, Ілля Рєпін, Костянтин Сомов, Валентин Сєров, Олександр Бенуа, Микола Реріх, Василь Кандинський, Зінаїда Серебрякова, Киріак Костанді. Музей розташовано в палаці Потоцьких. | Софіївська, 5а                 | https://www.ofam.org.ua [Архівовано 17 грудня 2019 у Wayback Machine.]                                        |
| Музей західного і східного мистецтва                                             | 1924             | Експозиція розділена на відділи античного, західноєвропейського і східного мистецтв, найбільш значними є зібрання західноєвропейських експонатів. Тут можна побачити ранні роботи голландця Франса Галса, генуезця Алессандро Маньясько, «Великий канал — Венеція» Франческо Гварді та творіння придворного художника Людовика XIV П'єра Міньяра — «Юнак у латах». Мистецтво Китаю, Японії, Індії, Ірану, Тибету представлене у «східних» залах музею. У колекції — розписи по шовку, витончена порцеляна, майстерна карбівка, кераміка, дивовижні вишивки, старовинна зброя, статуетки й інші речі XVI—XVII століть. | Італійська, 9                  | http://museum.odessa.ua [Архівовано 16 січня 2016 у Wayback Machine.]                                         |
| Одеський історико-краєзнавчий музей                                              | 1956             | Зібрання музею налічує близько 120 тисяч експонатів: документи, друковані видання, предмети прикладного та образотворчого мистецтва, нумізматичні колекції XVII—XIX століть, пов'язані з історією міста і краю і колись входили до зібрання Музею Одеського товариства історії та старожитностей, Музею книги, Музею Старої Одеси та деяких інших, виявилися складовою частиною його фондів. | Гаванна, 4                     | history.odessa.ua [Архівовано 13 листопада 2013 у Wayback Machine.]                                           |
| Меморіал героїчної оборони Одеси                                                 | 1971             | Відкриття Меморіалу відбулося 9 травня 1975 року в день 30-річчя Великої Перемоги. До складу меморіального комплексу входять музей, виставка військової техніки просто неба, 411 берегова артбатарея, парк. | Дача Ковалевського, 150        | history.odessa.ua [Архівовано 13 листопада 2013 у Wayback Machine.]                                           |
| Музей меморіального комплексу Алея Слави                                         |                  | | Лідерсівський бульвар, 3/1     | https://post1-odessa.klasna.com/uk/site/distance-learning.html [Архівовано 26 лютого 2020 у Wayback Machine.] |
| Музей «Степова Україна»                                                          |                  | Окрема експозиція історико-краєзнавчого музею | Ланжеронівська, 24а            | http://www.history.odessa.ua [Архівовано 13 листопада 2013 у Wayback Machine.]                                |
| Військово-історичний музей оперативного командування Південь                     | 6 листопада 1967 | Раніше — «Музей історії Червонопрапорного Одеського військового округу». На початку 1980-х років перебував на реконструкції та знову відкрився для відвідувачів 8 травня 1985, напередодні 40-ї річниці Перемоги. Містить зібрання документів та експонатів, що розповідають про історію військового мистецтва від середини XIX століття і дотепер. | Пироговська, 2                 | |
| Одеський літературний музей                                                      | 1977             | Експозиція — у двадцяти залах. Кожна зала — це художній образ десятиліття, якому вона присвячена: книги, рукописи, фотографії, особисті речі письменників створюють своєрідний «лабіринт часу». Головний автор оформлення музею — київський дизайнер, художник Анатолій Гайдамака. | вул. Ланжеронівська, 2         | http://museum-literature.odessa.ua [Архівовано 24 квітня 2022 у Wayback Machine.]                             |
| Меморіальний музей К. Г. Паустовського                                           | 1998             | За ініціативою літературної спілки «Світ Паустовського» 1998 року було засновано музей, присвячений радянському письменнику, Костянтину Паустовському. На вулиці, де знаходиться музей, Костянтин Георгійович прожив з 1920 по 1922 рік. Фонд музею складають, здебільшого, особисті речі письменника: рукописи, медалі, книги тощо. | Чорноморська, 6                | http://www.paustovskiy.od.ua/ [Архівовано 10 січня 2016 у Wayback Machine.]                                   |
| Музей «Іноземні письменники в Одесі»                                             | 1959             | Колишній готель «Hotel du Nord» Шарля Сікара. | Італійська, 13                 | http://museum-literature.odessa.ua [Архівовано 24 квітня 2022 у Wayback Machine.]                             |
| Одеський муніципальний музей особистих колекцій ім. О. В. Блещунова              | 1989             | 28 січня 1989 засновано «Музей приватних колекцій, переданих у дар державі», місцевим колекціонером Олександром Блещуновим. А в 1992 році музею було надано ім'я його засновника. Фонд музею складає приватна колекція Олександра Володимировича витворів декоративно-ужиткового мистецтва. Фонд музею приблизно 10 тисяч екземплярів. | Польська, 19                   | http://omlk.com.ua [Архівовано 7 квітня 2022 у Wayback Machine.]                                              |
| Музей воскових фігур «У Баби Уті»                                                | 1998             | | Дерибасівська, 12              | |
| Одеський музей нумізматики                                                       | 1999             | Колекція нараховує понад 3 тисяч монет та інших експонатів, що відносяться до різних історичних епох: античної, середньовічної, нового та новітнього часу, включаючи період незалежного розвитку Української держави. Серцевину музейних фондів складають монети, що карбувалися різними містами-державами та Боспорським царством, що існували в античний час у Північному Причорномор'ї протягом майже тисячі років. Представлені й інші найцінніші пам'ятки, що належать до древньої історії Північного Причорномор'я та Київської Русі: антична кераміка та давньоруська дрібна пластика.                         | Грецька, 33                    | http://www.museum.com.ua [Архівовано 6 липня 2006 у Wayback Machine.]                                         |
| Музей сучасного мистецтва Одеси                                                  | 2008             | Музей сучасного мистецтва Одеси створений 10 квітня 2008 бізнесменом і меценатом В. Мороховським на основі зібрання робіт майстрів «другої хвилі одеського авангарду» колекціонера М. Кнобеля. | Леонтовича, 5                  | http://msio.com.ua [Архівовано 10 січня 2020 у Wayback Machine.]                                              |
| Музей Кіно                                                                       |                  | | Французький бульвар, 33        | |
| Музей техніки кіно ім. Йосипа Тимченка                                           |                  | | Французький бульвар, 33        | |
| Музей історії євреїв Одеси «Мігдаль-Шорашим»                                     |                  | | Ніжинська, 66                  | |
| Одеський Будинок-музей ім. М. К. Реріха                                          | 2000             | Своїм основним завданням співробітники Музею бачать наукове всебічне вивчення та розповсюдження творчої спадщини всієї родини Реріхів — всесвітньо відомого художника Миколи Реріха, філософа Олени Реріх, їх синів — сходознавця Юрія Реріха і художника Святослава Реріха. | Велика Арнаутська, 47          | http://www.odessa-roerich-house.od.ua [Архівовано 20 квітня 2022 у Wayback Machine.]                          |
| Музей «Філікі Етерія», Грецький фонд культури                                    | 1994             | | Червоний провулок, 20          | hfcodessa.org [Архівовано 15 квітня 2005 у Wayback Machine.]                                                  |
| Музей анатомії людини                                                            |                  | Музей Одеського національного медичного університету | Валіховський провулок, 3а      | |
| Музей ім. Ф. П. Де-Волана                                                        |                  | Музей Одеського морського торговельного порту й історії флоту | Ланжеронівський узвіз, 2       | |
| Музей Голокосту пам'яті жертв фашизму                                            |                  | | Мала Арнаутська, 111           | |
| Одеський Музей футболу                                                           |                  | | Маразліївська, 1/20            | |
| Музей футболу                                                                    |                  | | Небесної Сотні проспект, 14Б/1 | |
| Музей контрабанди                                                                |                  | Знаходиться в підвальному приміщенні старовинного будинку | Європейська, 6                 | |
| Музей Цікавої Науки                                                              |                  | Музей Цікавої Науки — це перший на Півдні України науково-розважальний інтерактивний музей, де зібрано величезну кількість унікальних експонатів зі світу науки. | Шевченка проспект, 4е          | http://min.od.ua [Архівовано 9 квітня 2022 у Wayback Machine.]                                                |
| Музей історії та розвитку Українського козацтва                                  |                  | Експозиційна площа музею 120 кв. м. Тут відкрита постійна експозиція з діорамами, макетами козацьких суден, скульптурами, картинами, колекцією козацьких костюмів, організовуються виставки, присвячені історії козацтва. | Чорноморського Козацтва, 9     | http://cossacksmuseu.jimdo.com/ [Архівовано 5 березня 2016 у Wayback Machine.]                                |
| Музей історії органів внутрішніх справ Одеської області                          |                  | | Єврейська, 14                  | |
| Музей історії пожежної охорони                                                   |                  | | Старопортофранківська, 1       | |
| Музей рідкісної книги Наукової бібліотеки                                        |                  | Музей Одеського національного університету | Преображенська, 24             | |
| Зоологічний музей                                                                |                  | Музей підпорядкований Одеському університету ім. Мечникова. Розташований у корпусі Біологічного і Геолого-географічного факультетів. Використовується як освітня база Біологічного факультету. | Шампанський провулок, 2        | |
| Палеонтологічний музей                                                           |                  | Музей Одеського національного університету | Дворянська, 2                  | |
| Геолого-мінералогічний музей                                                     |                  | Музей Одеського національного університету | Шампанський провулок, 2        | |
| Музей епіграфіки старої Одеси                                                    |                  | У музеї зібрані різноманітні предмети старовини: цегла, черепиця, інструменти та чавунні грубки, аптечні судини, пляшки від алкоголю і духів, кераміка і порцеляна та багато іншого. Єдина спільна риса у всіх цих артефактів одеської старовини — наявність написів, найчастіше вказують на виробників або місце виробництва. | Новосельського, 58             | https://odessa-epigraphy-museum.business.site                                                                 |
| Одеський музей звуку Василя Пінчука                                              |                  | | Дворянська, 25                 | |
| Музей-квартира Леоніда Утьосова                                                  |                  | | Утьосова, 11                   | |
| Музей історії Одеської державної академії будівництва та архітектури             |                  | | Дідріхсона, 4                  | |
| Музей історії Одеського національного морського університету                     |                  | | Мечникова, 34                  | |
| Музей катакомб «Таємниці підземної Одеси»                                        |                  | Музей є основним майданчиком для збору та презентації історії подій, що мали місце бути в катакомбах міста. | Розумовський 2-й провулок, 3/1 | https://odessakatakomby.com/uk/ [Архівовано 8 червня 2020 у Wayback Machine.]                                 |
| Підземний музей «Катакомба Кантакузена»                                          |                  | Музей є філією основного музею на Молдаванці, знаходиться в старовинній каменоломні Карантинної балки. | Буніна, 7                      | https://odessakatakomby.com/uk/ [Архівовано 8 червня 2020 у Wayback Machine.]                                 |
| Музей катакомб «Таємниці підземної Одеси — Печери та лабіринти»                  |                  | | Бабеля, 4                      | https://odessakatakomby.com/uk/ [Архівовано 8 червня 2020 у Wayback Machine.]                                 |
| Меморіальний будинок-музей академіка В. П. Філатова                              |                  | | Французький бульвар, 53/1      | |
| Музейно-виставковий комплекс ім. В. П. Філатова                                  |                  | | Французький бульвар, 49/51     | |
| Музей коньячної справи М. Л. Шустова                                             |                  | | Мельницька, 13                 | https://shustov.com [Архівовано 11 квітня 2022 у Wayback Machine.]                                            |
| Музей віскі «Контрабас»                                                          |                  | | Олександрівський проспект, 27  | |
| Музей бетону і будівельних технологій                                            |                  | Музей бетону Камбіо інтерактивний, тут можна без страху торкатися до експонатів, більшість з яких в робочому стані. Представлені технології розповідають про періоди від минулого століття і до сучасного виробництва. | Миколаївська дорога, 253       | https://museum.kambio.ua [Архівовано 23 квітня 2022 у Wayback Machine.]                                       |
| Одеський музей спортивної слави ім. чемпіонки Олімпійських ігор Юлії Рябчинської |                  | | Єврейська, 4а                  | |
| Музей воскових фігур                                                             |                  | | Приморський бульвар, 14        | |
| Музей ветеранів боксу                                                            |                  | | Італійська, 66                 | |
| Музей «Християнська Одеса»                                                       |                  | | Успенська, 4Б/5                | http://www.christmuseum.info [Архівовано 5 серпня 2020 у Wayback Machine.]                                    |
| Музей історії ДП «Одеська залізниця»                                             |                  | | Степова, 44                    | |
| Музей історії                                                                    |                  | | Олексіївська площа, 21а        | |